# 朝登俊光
朝登 俊光（あさのぼり としみつ、1948年6月3日 - ）は、北海道夕張市出身で朝日山部屋に所属した大相撲力士。本名は霜降 利昭（しもふり としあき）。現役時代の体格は身長176cm、体重156kg。最高位は東前頭2枚目（1970年1月場所）。得意手は突き、押し。

## 来歴
中学3年生の時上京して、元前頭2枚目・二瀬山が率いる朝日山部屋に入門。1963年（昭和38年）7月場所で初土俵を踏んだ。
序ノ口に付いた時より「朝登」を名乗り、引退までの15年間で一度も改名する事は無かった。
以来、突き押しを武器に順調に番付を上げ、1967年（昭和42年）9月場所で十両に昇進。そして、1969年（昭和44年）3月場所で新入幕を果たした。初土俵の同期には後の横綱・三重ノ海や大関・旭國がいるが、朝登が入幕した時、彼らは新十両であった。
肩幅の広い巨体を活かしたぶちかましての押しが得意で、「ワーゲン」の異名を取り、引き落としや叩き込みなどもよく見せた。
東前頭3枚目の地位で迎えた1969年（昭和44年）7月場所では、3日目に横綱・柏戸を押し出しで破って生涯唯一となる金星を獲得、これを以って柏戸を引退に追い込んだ。また、この場所では、優勝した大関・清國にも勝っている。三賞受賞や三役入りは叶わなかったものの、この年は幕内上位での健闘が目立った。同年は、東京中日スポーツの年間最優秀新人に選ばれた他、日本スポーツ大賞の新人賞も獲得している。
1973年（昭和48年）以降は、出足がなくなり引き技が多くなった事もあって、十両に低迷した。幕内は13場所で終わったものの、十両は51場所も務め、この地位での優勝も4度果たしている。
西十両10枚目で2勝13敗と大敗した1978年（昭和53年）5月場所を最後に29歳で引退し、年寄・東関を襲名。だが、借株であったため、断髪式（引退相撲）を終えた直後の1979年（昭和54年）6月に廃業した。
その後は民族派政治結社「忠孝塾」の理事を務めていた。
日本イエス教会の教祖でもあった。

## 主な成績・記録
- 通算成績：578勝567敗2休 勝率.505
- 幕内成績：82勝113敗 勝率.421
- 現役在位：89場所
- 幕内在位：13場所
- 金星：1個（柏戸から。1969年7月場所3日目）
- 各段優勝
  - 十両優勝：4回（1969年1月場所・1972年3月場所・1973年7月場所・1974年9月場所）
  - 幕下優勝：1回（1967年7月場所）
  - 序ノ口優勝：1回（1963年9月場所）

### 場所別成績
| | 一月場所 初場所（東京） | 三月場所 春場所（大阪） | 五月場所 夏場所（東京）  | 七月場所 名古屋場所（愛知） | 九月場所 秋場所（東京） | 十一月場所 九州場所（福岡） |
| --- | ----------------------- | ----------------------- | ------------------------ | --------------------------- | ----------------------- | --------------------------- |
| 1963年 （昭和38年） | x                       | x                       | x                        | （前相撲）                  | 東序ノ口14枚目 優勝 7–0 | 東序二段23枚目 3–4          |
| 1964年 （昭和39年） | 東序二段40枚目 6–1      | 西三段目81枚目 6–1      | 東三段目40枚目 5–2       | 東三段目10枚目 4–3          | 東幕下93枚目 4–3        | 西幕下87枚目 4–3            |
| 1965年 （昭和40年） | 西幕下78枚目 4–3        | 東幕下69枚目 2–5        | 東幕下86枚目 3–4         | 西幕下92枚目 6–1            | 東幕下54枚目 3–4        | 西幕下60枚目 6–1            |
| 1966年 （昭和41年） | 西幕下36枚目 4–3        | 西幕下32枚目 5–2        | 東幕下24枚目 3–4         | 東幕下30枚目 3–4            | 西幕下33枚目 4–3        | 東幕下29枚目 4–3            |
| 1967年 （昭和42年） | 東幕下24枚目 5–2        | 東幕下15枚目 3–4        | 西幕下27枚目 4–3         | 東幕下19枚目 優勝 7–0       | 東十両12枚目 9–6        | 西十両8枚目 7–8             |
| 1968年 （昭和43年） | 西十両9枚目 8–7         | 東十両8枚目 8–7         | 西十両5枚目 5–10         | 東十両13枚目 8–7            | 東十両10枚目 8–7        | 東十両8枚目 10–5            |
| 1969年 （昭和44年） | 西十両2枚目 優勝 11–4   | 西前頭10枚目 8–7        | 東前頭8枚目 8–7          | 東前頭3枚目 7–8 ★           | 西前頭4枚目 7–8         | 西前頭4枚目 9–6             |
| 1970年 （昭和45年） | 東前頭2枚目 2–13        | 東前頭11枚目 8–7        | 西前頭8枚目 4–11         | 西十両筆頭 5–10             | 西十両7枚目 5–10        | 東十両12枚目 9–6            |
| 1971年 （昭和46年） | 西十両6枚目 8–7         | 東十両5枚目 8–7         | 西十両4枚目 8–7          | 東十両3枚目 7–8             | 西十両4枚目 6–9         | 西十両6枚目 5–8–2           |
| 1972年 （昭和47年） | 東十両13枚目 11–4       | 西十両2枚目 優勝 12–3   | 西前頭9枚目 9–6          | 東前頭5枚目 5–10            | 西前頭10枚目 6–9        | 西前頭13枚目 5–10           |
| 1973年 （昭和48年） | 西十両3枚目 7–8         | 東十両6枚目 8–7         | 西十両3枚目 5–10         | 東十両9枚目 優勝 12–3       | 東十両筆頭 5–10         | 西十両7枚目 8–7             |
| 1974年 （昭和49年） | 西十両3枚目 7–8         | 西十両4枚目 11–4        | 東前頭12枚目 4–11        | 西十両7枚目 6–9             | 西十両11枚目 優勝 11–4  | 東十両2枚目 5–10            |
| 1975年 （昭和50年） | 西十両8枚目 8–7         | 東十両6枚目 8–7         | 東十両4枚目 8–7          | 西十両2枚目 6–9             | 東十両7枚目 8–7         | 東十両6枚目 7–8             |
| 1976年 （昭和51年） | 東十両8枚目 8–7         | 東十両6枚目 7–8         | 西十両7枚目 7–8          | 西十両8枚目 8–7             | 東十両8枚目 7–8         | 西十両9枚目 6–9             |
| 1977年 （昭和52年） | 東十両13枚目 9–6        | 西十両9枚目 8–7         | 東十両7枚目 7–8          | 東十両10枚目 8–7            | 西十両7枚目 8–7         | 東十両4枚目 5–10            |
| 1978年 （昭和53年） | 西十両10枚目 7–8        | 東幕下筆頭 6–1          | 西十両10枚目 引退 2–13–0 | x                           | x                       | x                           |
| 各欄の数字は、「勝ち-負け-休場」を示す。 優勝 引退 休場 十両 幕下 三賞：敢=敢闘賞、殊=殊勲賞、技=技能賞 その他：★=金星 番付階級：幕内 - 十両 - 幕下 - 三段目 - 序二段 - 序ノ口 幕内序列：横綱 - 大関 - 関脇 - 小結 - 前頭（「#数字」は各位内の序列） |                         |                         |                          |                             |                         |                             |

### 幕内対戦成績
| 力士名 | 勝数 | 負数 | 力士名   | 勝数 | 負数 | 力士名   | 勝数 | 負数 | 力士名 | 勝数 | 負数 |
| ------ | ---- | ---- | -------- | ---- | ---- | -------- | ---- | ---- | ------ | ---- | ---- |
| 浅瀬川 | 1    | 1    | 旭國     | 1    | 2    | 嵐山     | 1    | 0    | 巌虎   | 0    | 1    |
| 大潮   | 1    | 0    | 大錦     | 0    | 1    | 大鷲     | 0    | 1    | 魁罡   | 3    | 1    |
| 海乃山 | 2    | 2    | 柏戸     | 1    | 0    | 和晃     | 1    | 1    | 北瀬海 | 2    | 2    |
| 北の湖 | 0    | 1    | 北の富士 | 0    | 2    | 清國     | 1    | 2    | 黒姫山 | 1    | 1    |
| 琴櫻   | 0    | 4    | 白田山   | 1    | 0    | 錦洋     | 4    | 0    | 麒麟児 | 0    | 3    |
| 大受   | 0    | 2    | 大雪     | 1    | 1    | 大鵬     | 0    | 2    | 大雄   | 4    | 2    |
| 大文字 | 1    | 1    | 大竜川   | 3    | 4    | 貴ノ花   | 1    | 1    | 高見山 | 1    | 4    |
| 玉乃島 | 0    | 2    | 天龍     | 1    | 0    | 時葉山   | 2    | 4    | 栃東   | 0    | 4    |
| 栃勇   | 0    | 2    | 栃王山   | 3    | 1    | 栃富士   | 2    | 0    | 羽黒岩 | 4    | 3    |
| 長谷川 | 0    | 4    | 花光     | 1    | 3    | 福の花   | 3    | 3    | 富士櫻 | 1    | 1    |
| 藤ノ川 | 1    | 3    | 二子岳   | 5    | 3    | 双津竜   | 1    | 3    | 前の山 | 1    | 3    |
| 牧本   | 0    | 1    | 増位山   | 0    | 2    | 三重ノ海 | 1    | 5    | 禊鳳   | 1    | 0    |
| 明武谷 | 3    | 0    | 陸奥嵐   | 2    | 6    | 吉王山   | 2    | 3    | 吉の谷 | 0    | 1    |
| 義ノ花 | 1    | 1    | 龍虎     | 2    | 3    | 若獅子   | 0    | 1    | 若浪   | 3    | 2    |
| 若鳴門 | 1    | 0    | 若ノ海   | 2    | 0    | 若三杉   | 0    | 1    |        |      |      |

## 改名歴
- 朝登 利昭（あさのぼり としあき）1963年9月場所-1967年1月場所
- 朝登 俊光（- としみつ）1967年3月場所-1978年5月場所

## 年寄変遷
- 東関 俊光（あずまぜき としみつ）1978年5月-1979年6月